# 미야케정
미야케정(일본어: 三宅町)은 일본 나라현 시키군의 정이다.

## 역사
고대에 야마토국 시키노시모군 미야케향의 땅이다. 옛 미야케촌을 중심으로 하는 고지 상에 야마토국 조가의 분묘라고 볼 수 있는 미야케 고분군이 소재한다. 미야케정 이와미, 다지마 등 정 주변에는 옛 국명에서 유래한 지명이 많다.
1974년 4월 1일에 미야케촌이 정으로 승격해 미야케정이 되었다.

## 교통

### 철도
- 긴키 닛폰 철도
  - 가시하라선
  - 다와라모토선

### 도로
- 게이나와 자동차도